# 石崎徹
石崎 徹（いしざき とおる、1984年1月25日 - ）は、日本の政治家、元財務官僚。日本維新の会所属の元衆議院議員（3期）。

## 来歴
新潟県新潟市中央区の新潟市民病院で生まれ、東区紫竹地区で育つ。
1996年、新潟市立大形小学校卒業。1999年、新潟市立大形中学校卒業。2002年、新潟県立新潟高等学校卒業。代々木ゼミナール新潟校を経て、2007年に慶應義塾大学法学部政治学科を卒業。
2006年6月、国家公務員Ⅰ種試験（法律職）に合格し、2007年4月に財務省に入省した。国際局総務課に配属。入省同期には、嶋田賢和元釜石市副市長がいる。
2009年7月、国際局国際機構課通貨基金係長心得となる。
2010年、内閣官房に出向し、国家戦略室主査となる。
2012年3月、自由民主党が実施した衆議院議員総選挙の候補者公募に合格し、財務省を退官した。
2012年12月、第46回衆議院議員総選挙に自民党公認で新潟1区から立候補。民主党前職の西村智奈美を破り、28歳で初当選し、自由民主党青年局次長、自由民主党ネットメディア局次長、自由民主党広報戦略本部次長を務めた。
2014年12月の第47回衆議院議員総選挙でも、新潟1区で民主党の西村智奈美を破り、再選。自由民主党政務調査会内閣部会長代理、自由民主党政務調査会厚生労働副部会長などを務めた。
2015年9月28日、石破派（水月会）の結成に参加した。
2016年、自由民主党政務調査会財務金融部会副部会長、自由民主党政務調査会法務部会副部会長。
2017年の第48回衆議院議員総選挙では、立憲民主党から立候補した西村に新潟1区で敗れたが、重複立候補していた比例北陸信越ブロックで復活し、3選。自由民主党政務調査会国防部会長代理等を務めた。
2019年3月26日、石破派を退会した。同年8月2日、後述の不祥事により辞任を促されていた自由民主党新潟支部長（衆議院新潟1区支部長と同義）に関し、電子メールで辞表を提出し、「ご迷惑、ご心配を掛け、不徳を恥じ、おわび申し上げたい」とのコメントを寄せた。8月3日付で執行部総務合同会議の合意を得て支部長職を辞任した。8月7日の県連総務会において県連常任顧問の職についても満場一致で解任された。
2020年10月22日、自由民主党に離党届を提出。同日付の党紀委員会で受理された。同年10月19日に新潟簡易裁判所に略式起訴され、同月26日付で罰金20万円の略式命令を受けた。
2021年9月15日、日本維新の会が次期総選挙の新潟1区に石崎の擁立を検討していることが関係者への取材で明らかとなった。
同年9月24日、衆議院に議員辞職願を提出し、同月28日に辞職が許可された。日本維新の会の公募に応じており、自身のFacebook投稿において「前回の選挙で自民党の比例代表という立場から他党の公募に応募したのであれば議員辞職するのが妥当」と発言していたことが背景とみられる。
同年10月1日、石崎は新潟市内で維新の馬場伸幸幹事長と記者会見を行い、維新からの立候補を正式に表明した。
同年10月31日投開票の第49回衆議院議員総選挙では、得票率7.6%と供託金没収の惨敗に終わり、落選。
2022年2月11日、維新の県組織にあたる「新潟維新の会」の設立を発表し、幹事長に就任した（代表は浦野靖人党組織局長）。
同年12月28日、党本部が10増10減による新区割りに対応した支部長を発表し、石崎は新・新潟1区の支部長に選任された。
2024年10月27日投開票の第50回衆議院議員総選挙では、得票率9.2%と再び供託金没収で落選。

## 政策・主張

### 憲法問題
- 憲法改正について、2017年、2021年のアンケートで「賛成」と回答[30][31]。
- 憲法9条への自衛隊の明記について、2021年のアンケートで「賛成」と回答[32]。
- 安全保障関連法の成立について、2017年のアンケートで「どちらかといえば評価する」と回答[30]。
- 憲法への緊急事態条項の創設に賛成[33]。
- 参議院議員通常選挙で隣接する県を一つの選挙区にする「合区」をなくすための憲法改正に賛成[33]。

### ジェンダー問題
- 選択的夫婦別姓制度の導入について、2017年、2021年のアンケートで「どちらとも言えない」と回答[30][31]。
- 同性婚を可能とする法改正について、2021年の朝日新聞社のアンケートでは「どちらかといえば反対」と回答[31]。2021年のNHKのアンケートでは回答しなかった[32]。
- 「LGBTなど性的少数者をめぐる理解増進法案を早期に成立させるべきか」との問題提起に対し、「どちらとも言えない」と回答[31]。
- クオータ制の導入について、2021年のアンケートで回答しなかった[32]。

### その他
- 原子力発電について、2017年のアンケートで「当面は必要だが、将来的には廃止すべきだ」と回答[33]。
- 「原子力発電への依存度について今後どうするべきか」との問題提起に対し、2021年のアンケートで「下げるべき」と回答[32]。
- 「他国からの攻撃が予想される場合には敵基地攻撃もためらうべきではない」との問題提起に対し、「どちらかといえば賛成」と回答[31]。
- 日本の核武装について「今後の国際情勢によっては検討すべきだ」としており、非核三原則の「持ち込ませず」の部分についても「議論する必要がある」としている[33]。
- アベノミクスについて、2017年のアンケートで「評価する」と回答[30]。
- 安倍内閣による森友学園問題・加計学園問題への対応について、2017年のアンケートで「どちらとも言えない」と回答[30]。
- 女性宮家の創設に反対[33]。
- 2015年5月、歴史修正主義的なナショナリズムを排除した保守を目指し、戦後70年の日本の歩みを検証する勉強会「過去を学び“分厚い保守政治”を目指す若手議員の会」の立ち上げに参加し、武井俊輔、國場幸之助と共に代表世話人に就任した[34][35]。

## 人物
- 大学在学中、マックス・ヴェーバーの著書『職業としての政治』を読み、政治を志した[36]。
- 尊敬する人物は田中角栄[4]。石崎は28歳で衆議院議員に初当選しており、田中と同じ20代で当選できたことを喜んでいる[4]。
- 2021年10月13日、石崎は自民党から日本維新の会での鞍替え出馬に関して、維新の会代表の松井一郎から「石崎君はまだ30代だから、やり直しがきく」と言われたとし、「20年30年先か、あるいはもっと後の代の方が、あの時の石崎がした出馬の決断は良かったと少しでも話してくれるような人間性と政治家としての仕事を培っていけるよう、日々反省と精進を続けていきたい」と報道陣に語っている[37]。

## 不祥事

### 暴行事件
2019年7月17日、『週刊新潮』電子版は、石崎が秘書の男性（退職済み）に暴言を浴びせた音声を配信した。同時に、石崎がこの秘書に対して殴る蹴るの暴行を加えた容疑についても報じた。元秘書は、同年5月から数百回にわたり暴行を受けており、連日殴られたことで腕に青あざができたとして、同年6月新潟県警察に被害届を提出していたことも明らかとなった。
同年7月17日、石崎は複数の県連幹部に電話で「迷惑をかけた。しばらく休養する」と伝えた。4日後に投票を控えた参院選について応援などの活動を自粛。7月21日、参院選新潟県選挙区（改選数1）の投開票が行われ、現職の塚田一郎は落選した。自民党新潟県連内で、原因の一つとして石崎の責任を問う声が上がった。
同年7月25日、『週刊文春』（8月1日号）の記事で石崎が外国人女性に売春をもちかけていたことが報じられた（後述）。同日、党県連は、石崎に対する除名や離党勧告などの厳しい処分を下すよう党本部に求める方針を決めた。新潟1区内でも選挙区支部長の辞任を求める声が出た。8月2日、石崎がメールで自由民主党新潟支部長（自由民主党衆議院新潟1区支部長と同義）を退任する意向を表明し、翌3日承認された。副支部長を務める高橋直揮新潟県議会議員は事実上の解任であるとし、2日に電話した際の様子として、睡眠障害や蕁麻疹といった症状が出ていると号泣しながら話していたというエピソードを紹介した。
同年9月25日、新潟県警察は石崎を傷害罪と暴行罪の疑いで、起訴を求める「厳重処分」の意見付きで、新潟地検に書類送検した。書類送検を受け菅義偉内閣官房長官は記者会見で、「一般論として政治家は説明責任を果たすべきである」と苦言を呈した。27日に党県連は石崎に対し離党を勧告した。10月3日、石崎は事件の発覚以降初めて取材に応じた上で、議員辞職や離党をしない意向を示した。
2020年10月19日、新潟区検察庁から暴行罪で略式起訴される。同月22日、自民党に離党届を提出、同日付の党紀委員会で受理された。26日付で罰金20万円の略式命令を新潟簡易裁判所から受けた。
2022年12月23日、元私設秘書が在職中に暴行や暴言を受けたなどとして石崎に対し計約1千万円の損害賠償などを求めた訴訟で、新潟地方裁判所は石崎に対し計約490万円を元秘書へ支払うことを命じる判決を言い渡した。
同年12月27日、石崎は判決を受け、自身の訴える事実も認められた部分があったとしつつも、控訴しない意向を示し、「心機一転、自らを律し、生き方を変え、生まれ変わったように、ふるさとと日本国の新たな成長のために一歩一歩頑張って参ります」とコメントを発表した。

### 二股交際疑惑
2016年10月16日発売の『週刊新潮』において、石崎が地元新潟のテレビ局の女性記者と同棲中、自民党の丹羽秀樹衆院議員の公設第2秘書とも交際していたことが報じられた。

### 女性への買春持ちかけ問題
2019年7月25日、『週刊文春』8月1日号が発売。同号により、石崎が英語のレッスンで知り合った東欧出身の27歳の女性に対し、5万円で売春を持ちかけたことが報じられた。

## 所属団体・議員連盟
- 神道政治連盟国会議員懇談会
- CIQ体制の抜本的強化を図る議員の会（事務局長）
- 婚活・街コン推進議員連盟（事務局長）[61]
- イクメン議員連盟[61]
- TPP交渉における国益を守り抜く会
- 過去を学び“分厚い保守政治”を目指す若手議員の会（代表世話人）
- 地方居住促進議員連盟（事務局長）
- AI・ビッグデータ・IoT利活用促進若手議員連盟（事務局長）
- 日本の印章制度・文化を守る議員連盟（幹事）[62]

## 選挙歴
| 当落 | 選挙                   | 執行日         | 年齢 | 選挙区      | 政党         | 得票数     | 得票率 | 定数 | 得票順位 /候補者数 | 政党内比例順位 /政党当選者数 |
| ---- | ---------------------- | -------------- | ---- | ----------- | ------------ | ---------- | ------ | ---- | ------------------ | ---------------------------- |
| 当   | 第46回衆議院議員総選挙 | 2012年12月16日 | 28   | 新潟県第1区 | 自由民主党   | 9万7010票  | 44.07% | 1    | 1/4                | /                            |
| 当   | 第47回衆議院議員総選挙 | 2014年12月14日 | 30   | 新潟県第1区 | 自由民主党   | 9万2656票  | 46.97% | 1    | 1/3                | /                            |
| 比当 | 第48回衆議院議員総選挙 | 2017年10月22日 | 33   | 新潟県第1区 | 自由民主党   | 11万3045票 | 46.89% | 1    | 2/2                | 2/5                          |
| 落   | 第49回衆議院議員総選挙 | 2021年10月31日 | 37   | 新潟県第1区 | 日本維新の会 | 1万8333票  | 7.57%  | 1    | 3/3                | /                            |
| 落   | 第50回衆議院議員総選挙 | 2024年10月27日 | 40   | 新潟県第1区 | 日本維新の会 | 1万7299票  | 9.17%  | 1    | 3/4                | /                            |